# 陶成章
陶成章（1878年1月24日—1912年1月14日），字希道，一字守禮，號煥卿，曾用名漢思、起东、志革、巽言、濟世、何志善、匋耳山人、陶耳山人、會稽先生，浙江會稽（今紹興市）陶堰人，清末革命團體光復會的創始人、領導人之一，1912年，被蔣介石奉陳其美命令所暗殺。陶成章著有《浙案纪略》、《中华民族力务消长史》等，湯志鈞輯有《陶成章集》。

## 生平
陶成章飽讀詩書，早年為私塾教师。1902年赴日本留學，翌年回國。1904年10月與蔡元培、龔寶銓等在上海發起建立以江浙人士為主的反清革命團體“光復會”，推蔡元培為會長，陶則負責聯絡會黨。
乙巳（1905年）……先生因中国人迷信最深，乃约陈大齐在东京学习催眠术，以为立会联络之信用，并著有《催眠术精义》一书。夏间归国，设讲习所于上海。其讲义的一部分发表于《大陆报》第三年第七号（1905年5月28日）与第三年第八号（1905年6月12日），名为《催眠术讲义》。
1905年與徐錫麟等於紹興創立大通學堂，招收會黨人士並將其教育成為革命骨幹。
1906年3月出版《催眠术讲义》，商务印书馆，1906年12月2版，1907年出第3版，至1928年已印至第24版。
1906年東渡日本，加入同盟會，後回國。1907年徐錫麟安慶起義失败後，陶被清廷通緝，流亡至南洋，在當地辦報宣傳革命。
1908年，陶到日本主編同盟會機關刊物《民報》。前因孫中山未經眾議收受日本政府資助，引發同盟會內部分裂，章炳麟与陶成章等人于1910年重組光復會，章为会长，陶為副會長。

### 分裂同盟会
1908年春夏之际，陶成章等在杭州联合蘇、浙、皖、赣、闽五省洪門等會黨，成立秘密组织“革命协会”。定“山”为“一统龙华山”，定“堂”为“汉族同登普度堂”，供祀“岳武穆王”像，宣誓收回“大明江山”，最高行政机关为“新中国军政省”，下“分作内、外二府”。外府职官从上到下为都督、统制使、军正使、巡察使、正副介士。所有官职均“取法于大明大唐”。
其章程说，革命成功之后，“暂时设一总统，由大家公举，或五年一任，或八年一任，年限虽不定，然而不能传子传孙。或者用市民政体，或者竟定为无政府，不设总统，也未可知。然而必须看那时候我国国民程度了。”“把田地改作大家公有财产，也不准富豪霸占，使得我们四万万同胞，并四万万同胞的子孙，不生出贫富的阶级。”“到那时候，土地没有，也没有大财主，也没有苦百姓，税也轻了，厘捐税关也都废了，兵也少了。从此大家有饭吃了，不愁冷了，于是乎可以太太平平，永远不用造反革命了。”
入会规定须有“盟证人、执法行刑人”，要求新入会者仿洪门三十六誓，在神位前跪誓。“第一誓诚心入会，不敢反悔，如有反悔，天诛地灭。第二誓入会以后，协力同心，不敢畏避，如有畏避，雷殛火烧。第三誓会中秘密，不敢漏泄，如有漏泄，身受千刀。第四誓祭旗起义，闻命必到，如有不到，命尽五殇。第五誓兄弟同心，如同手足，如生外心，身死五刑。”

### 陶章反孙
1908年9月，陶成章化名唐继高，到新加坡向孙中山提出拨款两千銀元作《民报》经费的要求。此时，云南河口起义失败后被法国殖民当局解送到新加坡的六百多名战士的安置，成为孙中山和正处于经济危机中的新加坡华侨的沉重负担（后孙中山等人创办中兴石场，才将这六百多人安置下来），孙中山自己也常常衣食难济，他只好将自己的手表、衣物交给陶成章变卖。不久陶成章又提出筹款五万元的要求，孙中山无法办到，陶成章以蘇、浙、皖、赣、闽五省革命军名义自到南洋筹款，华侨却很少认捐。陶成章怀疑孙中山暗中捣鬼，遂指称河口起义所用军费不过一千多元，孙中山将各地同志的捐款攫为己有，家中发了大财。接着，陶成章纠集五六人在新加坡《南洋总汇新报》发表《同盟会七省意见书》，即所谓的《孙文罪状》。指责孙中山“谎骗营私”，在汇丰银行有巨额存款，贪污两万革命经费，有“残贼同志”、 “蒙蔽同志”、“败坏全体名誉”等三种十二项“罪状”，提出九条善后办法，要求“开除孙文总理之名，发表罪状，遍告海内外”。在法国的张继，也要求孙中山“退隐深山”，或“布告天下，辞退同盟会总理”。
当时各地革命党人对陶成章、章太炎等人指控孙中山之事极为气愤。華興會领袖黄兴在东京致书孙中山，表示“陶等虽悍，弟当以身力拒之”。越南的中国革命党人发表《河内公函》，详述发动广西、云南起义的经过，以确凿事实驳斥陶成章、章太炎等人的诽谤。南洋的中国革命党人公布了孙中山的经济情况：“先生九龙的家里，只有母亲，自己的夫人和女儿，几间旧房子，此外别无所有。还有先生的哥哥，是自己修了草房子，在那里耕种。假使先生为革命发了财，把钱寄到家里去，为什么家里的房子，家里的人，还是这样蹩脚呢？”

孙中山本人亦断然拒绝陶成章等反对派的要求：“此时为革命最衰微之时，非成功兴盛之候，是为弟冒艰危、茹困苦以进取之时代，非退隐之时代也……弟被举为总理，未有布告天下始受之，辞退亦断未有布告天下之理。弟之退总理已在要求同盟会及章太炎认不是之时，同盟会及太炎至今未有认过，则弟已不承为彼等之总理者久矣。”并勉励革命党人道：“际此胡氛黑暗，党有内讧，诚为至艰危困苦之时代，即为吾人当努力进取之时代也。倘有少数人毅力不屈，奋勇向前，支撑得过此厄运，则以后必有反动之佳境来也。”

## 被刺
1911年，武昌起義後回上海，号召光复会旧部，参与上海光复行动，並策劃杭州光復。取下杭州后，被举为浙江省临时参议会议长。
1912年1月陶成章因病秘密疗养于上海法租界金神父路廣慈醫院，陳其美命令部下蔣介石暗殺陶成章，蒋介石欣然受命，并将刺陶一事写入日记。13日，有二人到医院探访，然後前往病房內鎗擊陶成章，陶头腹中彈，当夜去世。開槍者，一說是蔣介石由光復會成員王竹卿引赴醫院後，由蔣介石親自開槍；另一說為蔣介石收買王竹卿，由王竹卿動手。
孫中山闻悉陶成章的死讯，發電報給陳其美，要他緝捕兇手「明正其罪」，同时稱讚了陶的功績：
陶君抱革命宗旨十餘年，奔走運動，不遺餘力，光復之際，陶君實有鉅功，猝遭慘禍，可爲我民國前途痛悼，法界咫尺在滬，豈容不軌橫行，賊我良士，應由滬督嚴速究緝，務令兇徒就獲，明正其罪，以慰陶君之靈，以洩天下之憤。
總統孫文。
1月21日，在上海永锡堂开徐錫麟、陳伯平、馬宗漢及陶成章四人追悼大会，约有4000多人參加，后陶成章归葬浙江杭州。
1月28日，章太炎在《大共和日报》发表《致孙中山公开信》，谴责同盟会与光复会之间相残。
数月后，上海公共公廨以陈锡奎及李友山、徐春山三人为刺殺案正、从犯，判刑监禁。
蒋介石本人撰《中正自述事略》時，对此事毫无避諱，他直言竺绍康說徐锡麟之死“实为陶成章之逼成”，“陶之为人，不易共事”。鲁迅曾称陶成章为“焕皇帝”。，而在《事略稿本》中，蔣介石自言成功暗殺陶成章是其獲得孫中山信任之始。
民国二年（1913）6月22日，王文慶、沈鈞業、方於笥等人成立「陶社」以紀念陶成章。
历史学者汪荣祖认为陶成章聲望太高，即將被公推為浙督，為孫中山所不容，授意陳其美殺之。但历史学者杨天石认为陶被刺为与孙中山无关，因为蒋介石在日记中称“余与总理始终未提及此事”，并且孙中山被选举为临时大总统后，在研究内阁人选时致函蔡元培称：“至于太炎君等，则不过偶于友谊小嫌”，“尊隆之迹，在所必讲，弟无世俗睚眦之见也”。章太炎是两次“倒孙风潮”的主力，孙中山却以“友谊小嫌”淡淡视之，当然更不会部署刺陶。

## 评价
杨天石认为陶成章是革命者，脚踏实地、艰苦朴素、坚毅果敢，注重联系下层会党，这些是其突出优点。但是他在思想、性格上也有严重缺点，如不善于和别人合作；猜忌、多疑，心胸狭窄，将主观设想当成客观事实；常常高估自己，低估合作者；思想偏激，感情用事等。

## 家族
其妻孫曉雲，遺腹子陶珍，字本生。